# Cerro Veronese
Cerro Veronese là một đô thị ở tỉnh Verona trong vùng Veneto của Ý, có cự ly khoảng 100 km về phía tây của Venice và khoảng 15 km về phía bắc của of Verona. Tại thời điểm ngày 31 tháng 12 năm 2004, đô thị này có dân số 2.274 người và diện tích là 10,2 km².
Cerro Veronese giáp các đô thị: Bosco Chiesanuova, Grezzana, và Roverè Veronese.